# 板取村立島口小学校
板取村立島口小学校 （いたどりそんりつ しまぐちしょうがっこう）は、かつて岐阜県武儀郡板取村（現・関市）に存在した公立小学校。

## 概要
- 武儀郡板取村の北部（島口）の小学校であった。1978年、中切小学校と統合。板取北小学校の新設により廃校。
- 校舎は門原文化センターとして使用されていたが取り壊されている。体育館（1975年完成）は2018年現在、関市板取島口体育館となっているが、老朽化で使用禁止となっている。

## 沿革
島口小学校は1873年に岩本地区に開校した三余学校島口分教室として開校した。
- 1873年（明治6年） - 三余学校島口分教室として開校。
- 1886年（明治19年） - 三余学校から独立し、島口簡易小学校となる。
- 1890年（明治23年） - 島口尋常小学校に改称する。
- 1941年（昭和16年）4月1日 - 島口国民学校に改称する。
- 1947年（昭和22年）4月1日 - 板取村立島口小学校に改称する。
- 1961年（昭和36年） - 校舎を新築。
- 1978年（昭和53年）3月 - 統合により廃校。